# Kościół św. Rodziny w Branicach
Kościół Parafii Szpitalnej pw. Świętej Rodziny – rzymskokatolicki kościół parafialny należący do parafii pod tym samym wezwaniem (dekanat Branice diecezji opolskiej).

## Historia
Świątynia została wzniesiona w latach 1929–1932 w centrum „Miasteczka Miłosierdzia” – kompleksu Szpitala dla Nerwowo i Psychicznie Chorych i ufundowana przez biskupa pomocniczego archidiecezji ołomunieckiej Josefa Martina Nathana. Kościół, wzorowany na starożytnych bazylikach chrześcijańskich, zaprojektował architekt Paul Klehr z Głubczyc. Elementami wystroju wnętrza w stylu art déco (zaprojektowanego przez wrocławskiego architekta profesora Gebharda Utingera) są: „złota” mozaika w ołtarzu przedstawiająca Świętą Rodzinę (wykonana przez benedyktyna brata Notkera Beckera z opactwa Maria Laach), anielska „złota” krata (obejmująca około 300 aniołów) oraz witrażowa Droga Krzyżowa z Monachium, żyrandole świeczniki.
W marcu 1945 kościół uległ licznym uszkodzeniom spowodowanym bombardowaniami oraz ostrzałem artyleryjskim. Następnię był wielokrotnie remontowany – w roku 1945, w latach 1948–1960 oraz 2002–2003. Podczas drugiego z remontów odnowiono polichromię oraz zainstalowano witraże w nawie środkowej. W latach 2002–2003 wyremontowano dach.